# Guerdjoum
Guerdjoum est une commune de la wilaya de Mascara en Algérie.

## Toponymie
Probablement du tamazight ⴰⴳⵔⵊⵓⵎ  [agrjum], gorge